# Gerbillus mesopotamiae
Gerbillus mesopotamiae là một loài động vật có vú trong họ Chuột, bộ Gặm nhấm. Loài này được Harrison mô tả năm 1956.